# The Twonky
The Twonky è un film statunitense del 1953, diretto da Arch Oboler e basato sul racconto Il Twonky di Henry Kuttner e C. L. Moore. Il film è interpretato da Hans Conried, Gloria Blondell, Billy Lynn e Edwin Max.

## Trama
La moglie del professor West deve assentarsi per qualche tempo, e regala al marito un televisore, per fargli sentire meno la sua mancanza. Il professore si accorge che c’è qualcosa di strano nel televisore quando da esso esce un raggio che gli accende la pipa non appena se l’è messa in bocca.
Il televisore può muoversi e camminare autonomamente, e tramite raggi interagisce col mondo circostante, comportandosi in modo capriccioso. Ogni tanto sembra agire per il bene di West, come quando gli impedisce di bere troppi caffè, o materializza delle banconote colle quali il professore paga un conto, altre volte si dimostra dispettoso, come quando distrugge i dischi di Mozart che il professore vuole ascoltare, o gli manda a monte una lezione che egli sta preparando per l’università.
West coinvolge il proprio amico Trout, anziano allenatore di una squadra di football americano, e i due si arrovellano cercando di darsi una spiegazione razionale della natura dello strano televisore, che Trout conclude essere un “twonky”, appellativo che, da bambino, assegnava a tutto ciò che non riusciva a comprendere.
West cerca in tutti i modi di liberarsi del twonky, che gli sta rendendo la vita impossibile, ma invano.
Trout manda alcuni forzuti giocatori di football a distruggere il twonky, ma essi vengono ritrovati a terra davanti al televisore, e quando si riprendono ripetono ossessivamente “non ho lamentele”, e si dirigono a casa in stato confusionale. Lo stesso avviene per i poliziotti accorsi, per un equivoco, a casa di West, agli agenti della Finanza, venuti ad arrestarlo per le banconote false materializzate dal twonky, ed all’insistente esattrice di un’agenzia di recupero crediti.
Al ritorno della moglie, che viene resa edotta della situazione, il professore attira con un pretesto il twonky sulla sua automobile, che poi cerca di far precipitare in un burrone; ma senza risultato: il twonky controlla anche l’auto. West, ritornato alla guida dell’auto a fianco del twonky, non vede altra via di uscita che la fuga. Abbandona l'auto col twonky e chiede un passaggio ad una anziana signora. Ma il twonky riesce ad inserirsi nel baule dell'auto della signora, che tuttavia ha una guida talmente spericolata che un camion li tampona violentemente e distrugge il twonky.
Nella stanza d'ospedale in cui si trova il professore, reduce dall’incidente, con la moglie, entra Trout, con un regalo per festeggiare la guarigione di West: un televisore.

## Produzione
The Twonky era basato sull'omonimo racconto del 1942 degli affermati scrittori di fantascienza Henry Kuttner e C. L. Moore, che scrivevano sotto lo pseudonimo congiunto di Lewis Padgett. Il racconto fu pubblicato per la prima volta nel numero di settembre 1942 di Astounding Science Fiction. 
Il film venne girato tra il novembre e dicembre del 1951, ma all'epoca non trovò un distributore. Venne distribuito nelle sale cinematografiche solamente nel giugno del 1953 dalla United Artists.